# Secrets (Regard e Raye)
Secrets è un singolo del DJ kosovaro Regard e della cantante britannica Raye, pubblicato il 24 aprile 2020 come secondo estratto dal primo mini-LP di Raye Euphoric Sad Songs.

## Video musicale
Il video musicale, reso disponibile il 19 giugno 2020, è stato diretto da Harry Lindley.

## Tracce
Testi e musiche di Regard, Rachel Keen, John Hill e Stephen Feiganbaum.
Download digitale, streaming
1. Secrets – 2:56

Download digitale, streaming – Garden Acoustic Version
1. Secrets (Garden Acoustic Version) – 3:45

Download digitale, streaming – Hugel Remix
1. Secrets (Hugel Remix) – 3:16

Download digitale, streaming – Remixes EP
1. Secrets (MOTi Remix) – 2:35
2. Secrets (Hugel Remix) – 3:16
3. Secrets (Tom Field Remix) – 2:37
4. Secrets (Consoul Trainin Remix) – 2:39

## Formazione
Musicisti
- Regard – strumentazione
- Raye – voce
- Dipesh Parmar – programmazione

Produzione
- Regard – produzione
- Johan Lennox – produzione
- John Hill – co-produzione
- Wez Clarke – produzione vocale
- Stuart Hawkes – mastering

## Successo commerciale
Secrets ha debuttato alla 20ª posizione della Hot Dance/Electronic Songs statunitense con 1 000 download digitali e 785 000 di riproduzioni in streaming.
Nel Regno Unito ha fatto il proprio ingresso al 61º posto della Official Singles Chart britannica. Durante la settimana del 22 maggio 2020 al 28 maggio 2020 ha incrementato le proprie vendite a 13 083, salendo così dalla 45ª alla 30ª posizione. Due settimane dopo è salito al numero 18 vendendo 21 922 unità. In seguito ad un aumento delle unità di vendita a 26 075, il brano è entrato in top ten al numero 8, per poi raggiungere il 6º posto nella pubblicazione del 14 agosto con 29 331 copie distribuite.

## Classifiche

### Classifiche settimanali
| Classifica (2020) | Posizione massima |
| ----------------- | ----------------- |
| Australia         | 24                |
| Belgio (Fiandre)  | 17                |
| Belgio (Vallonia) | 13                |
| Bulgaria          | 1                 |
| Croazia           | 4                 |
| Danimarca         | 20                |
| Francia           | 68                |
| Grecia            | 39                |
| Irlanda           | 7                 |
| Lituania          | 13                |
| Paesi Bassi       | 17                |
| Polonia           | 3                 |
| Portogallo        | 136               |
| Regno Unito       | 6                 |
| Repubblica Ceca   | 59                |
| Romania           | 11                |
| Russia            | 4                 |
| Slovacchia        | 35                |
| Slovenia          | 20                |
| Svezia            | 60                |
| Svizzera          | 85                |
| Ucraina           | 169               |

### Classifiche di fine anno
| Classifica (2020) | Posizione |
| ----------------- | --------- |
| Australia         | 87        |
| Belgio (Fiandre)  | 65        |
| Belgio (Vallonia) | 73        |
| Croazia           | 32        |
| Irlanda           | 38        |
| Paesi Bassi       | 75        |
| Polonia           | 43        |
| Regno Unito       | 41        |
| Romania           | 63        |
| Russia            | 40        |
| Classifica (2021) | Posizione |
| Croazia           | 71        |